# Исенго (Болцано)
Исенго је насеље у Италији у округу Болцано, региону Трентино-Јужни Тирол.
Према процени из 2011. у насељу је живело 330 становника. Насеље се налази на надморској висини од 983 м.